# بوراشتت
شهر بوراشتت در ایالت هسن در کشور آلمان واقع شده است.